# Wiktor Jaroński
Wiktor Jaroński, właśc. Wiktor Bernard Donat Jaroński (ur. 20 maja 1870 w Kielcach, zm. 6 września 1931 tamże) – polski prawnik, polityk, działacz Ligi Narodowej i Stronnictwa Narodowo-Demokratycznego, od 1906 do 1917 poseł do Dumy Państwowej. Autor deklaracji o solidarności narodu polskiego z Rosją w jej walce z Niemcami (1914).

## Życiorys
Urodził się w rodzinie inteligenckiej jako syn Feliksa, pianisty i kompozytora, i Stefanii z Głowackich. Młodszy brat skrzypka Mieczysława oraz wiolonczelisty i śpiewaka Stanisława. Bratem matki był malarz epoki romantyzmu Jan Nepomucen Głowacki, natomiast dziadek Józef, sędzia Trybunału Cywilnego w Kielcach, był bratem filozofa ks. Feliksa Jarońskiego. Poprzez ciotki jego koligacje rodzinne wiodły do krakowskiej rodziny Jana Matejki.
Uczył się w latach 1881–1890 w Męskim Gimnazjum Rządowym w Kielcach. Po złożeniu egzaminu dojrzałości podjął studia na Wydziale Prawnym Cesarskiego Uniwersytetu Warszawskiego, które ukończył w 1894. Jako student zaangażował się w działalność Związku Młodzieży Polskiej „Zet”. W 1891 roku, za udział w zorganizowanej w 100. rocznicę uchwalenia Konstytucji 3 Maja warszawskiej manifestacji patriotycznej, został aresztowany, a następnie oddany pod nadzór policji.
Po ukończeniu studiów powrócił do Kielc, gdzie odbył krótką aplikację u rejenta. Wkrótce został sędzią gminnym w pobliskim Niewachlowie, sprawując swój urząd przez następnych dziewięć lat, po których został zdymisjonowany za posługiwanie się językiem polskim w czynnościach urzędowych. W Kielcach otworzył więc kancelarię adwokacką, dzięki której osiągał dochód na poziomie 2,5 tys. rubli (według danych z 1907 roku). Był nadto dyrektorem fabryki superfosfatu.
W 1899 roku założył w Kielcach pierwsze koło Towarzystwa Oświaty Narodowej. Od 1900 był członkiem Ligi Narodowej, wchodząc do jej Rady Głównej. Po rewolucji 1905 działał w Stronnictwie Narodowo-Demokratycznym. W 1906 został wybrany do Rady Nadzorczej Polskiej Macierzy Szkolnej.
W latach 1906–1917 był posłem do I, II, III i IV Dumy Państwowej Imperium Rosyjskiego z guberni kieleckiej. Pierwszy mandat otrzymał w 1906 stosunkiem głosów 36:23. W I Dumie był członkiem zespołu opracowującego regulamin Koła Polskiego. Jego praca w Komisji Równouprawnienia zaowocowała przygotowaniem memoriału pokazującego ograniczenia praw Polaków w Królestwie Polskim. W II Dumie był sekretarzem posiedzeń Koła Polskiego; w następnej kadencji działał w komisjach: Interpelacyjnej, Nietykalności Osobistej i Oświaty Ludowej. Choć w trakcie kampanii wyborczej w 1912 roku jego kandydatura była usilnie zwalczana przez koalicję postępowo-żydowską, co było pokłosiem propagowanej przezeń wizji zwalczania Żydów („elementu obcego”), to uzyskał po raz czwarty mandat posła (stosunkiem głosów 43:10).
Po wybuchu wojny, na nadzwyczajnie zwołanym posiedzeniu Dumy w dniu 8 sierpnia 1914 roku, wygłosił w imieniu Koła Polskiego deklarację, bardzo dobrze przyjętą przez Romana Dmowskiego, o solidarności Polaków z Rosją w walce przeciwko państwom centralnym. W kilka dni później podpisał dziękczynny telegram, który stanowił odpowiedź na deklarację wielkiego księcia Mikołaja Mikołajewicza w sprawie polskiej. We wrześniu tego samego roku wraz z Zygmuntem Balickim był pomysłodawcą utworzenia polskich jednostek wojskowych, które miały wziąć udział w walce u boku armii rosyjskiej (Legion Puławski). W listopadzie 1914 roku został członkiem warszawskiego Komitetu Narodowego Polskiego.
W trakcie wojny zaangażował się w życie społeczne rosyjskiej Polonii. Brał udział w pracach Centralnego Komitetu Obywatelskiego Królestwa Polskiego, wchodząc w skład jego Komisji Rewizyjnej. Był członkiem Centralnego Komitetu Obywatelskiego Królestwa Polskiego w Rosji w 1915 roku. Działając nadal w KNP, podpisał wydaną 2 kwietnia 1917 roku odezwę, której sygnatariusze wyrażali nadzieję na poparcie przez nowe władze rosyjskie polskich dążeń niepodległościowych. W maju 1917 roku uczestniczył w rozmowach dotyczących utworzenia samodzielnej armii polskiej. W tym samym miesiącu został członkiem Komisji Likwidacyjnej do spraw Królestwa Polskiego (wydziały: ds. majątków i polskich dóbr kulturalnych wywiezionych do Rosji oraz ds. jeńców cywilnych i obcopoddanych). W sierpniu wziął udział w Polskim Zjeździe Politycznym, wchodząc do Rady Polskiej Zjednoczenia Międzypartyjnego i jej Komitetu Wykonawczego. W październiku 1917 roku wyjechał wraz z Feliksem Raczkowskim z Piotrogrodu do majątku Hlewin, który pod koniec miesiąca został zaatakowany przez chłopów.
W 1918 roku powrócił do Kielc, gdzie objął stanowisko sędziego Sądu Okręgowego, które pełnił do śmierci. Choć wycofał się z czynnego życia politycznego, to nadal angażował się w działalność społeczną – należał do organizatorów Koła Kielczan, które grupowało wychowanków kieleckich szkół. Zmarł w 1931 roku na gruźlicę, w trakcie kolejnego zjazdu tej organizacji. Został pochowany na cmentarzu Starym w Kielcach. Roman Dmowski w „Gazecie Warszawskiej” zamieścił wspomnienie pośmiertne poświęcone jego osobie, przedrukowane później w „Pamiętniku Koła Kielczan”.

## Literatura dodatkowa
- R. Dmowski, Ś. P. Wiktor Jaroński, „Pamiętnik Koła Kielczan”, t. 5, Kielce–Warszawa 1933, s. 76–80 (przedruk z „Gazety Warszawskiej”).